# Чакабуко (бронепалубен крайцер)
Чакабуко (на испански: Chacabuco) е бронепалубен крайцер на чилийските ВМС от началото на 20 век.
Той е възпроизведен от крайцера „Такасаго“, построен по-рано за японския императорски флот и принадлежи към така наречените „елсуикски крайцери“, строени за износ от британската компания Sir W.G. Armstrong & Company.

## Проектиране и строеж
С проектът на „Чакабуко“, компанията „Армстронг“ продължава политиката си на строителство на крайцери за експорт без конкретен поръчител. При спускането си на вода, крайцерът получава временното название „4 юли“, което поражда предположения за предназначението на новия кораб за ВМС на САЩ. По-късно, Уилям Армстронг предлага кораба на Военноморските сили на Италия, а в числото на възможните клиенти фигурират също така Япония и Турция. Цената, определена за крайцера, е нереално ниска, и това предполага по това време и други възможни клиенти.
Макар че корабът излиза на първите си мореходни изпитания на 4 май 1899 г., продажбата му е осъществена значително по-късно. През януари 1902 г. „4 юли“ е закупен от Чили и получава името „Чакабуко“. След това крайцерът преминава през пълния цикъл изпитания и на 29 април 1902 г. е предаден на клиента.